# Tratado do Mar de Timor

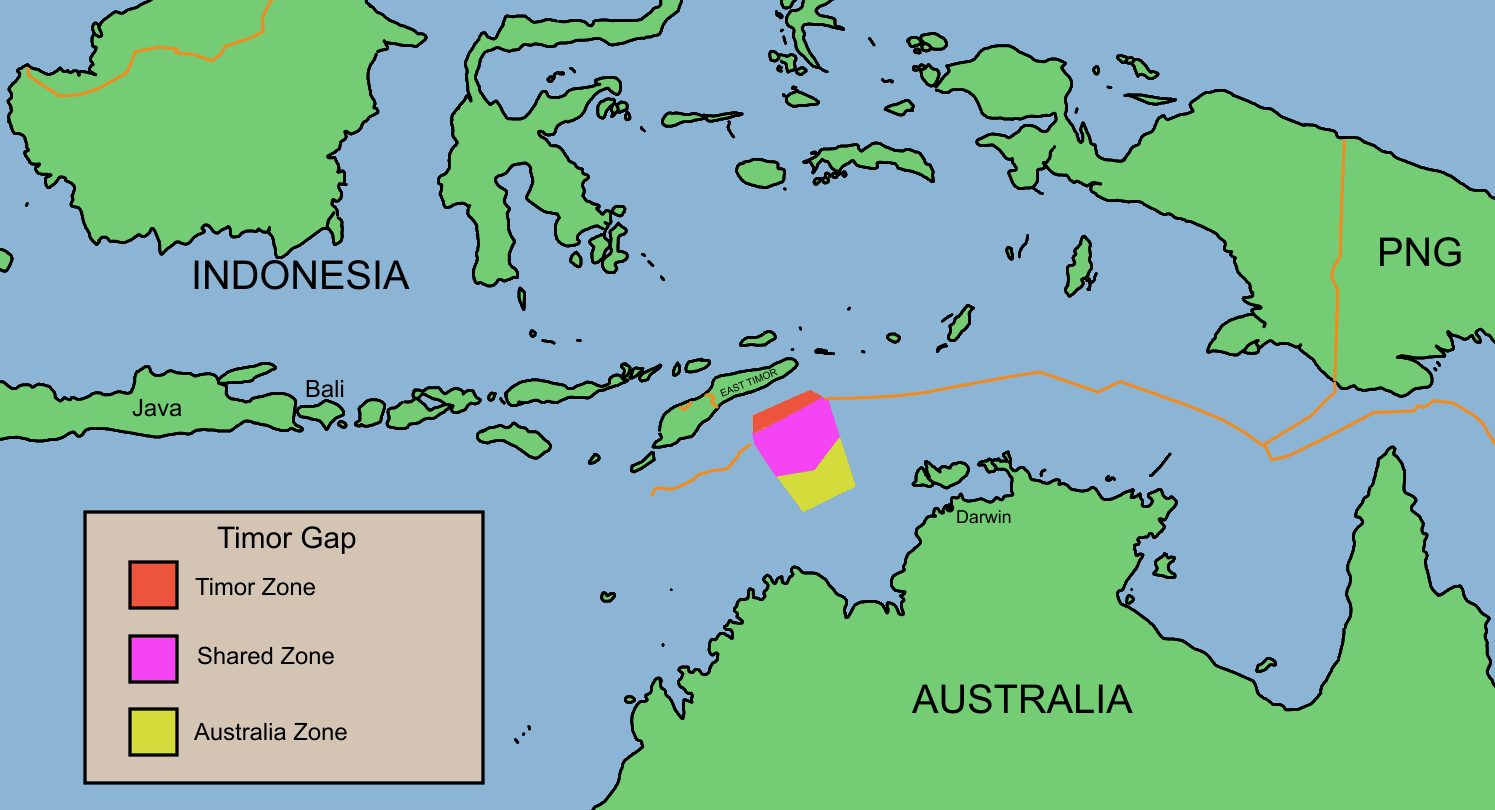
O Timor Gap

OTratado do Mar de Timor entre o Governo de Timor-Leste e o Governo da Austrália, mais conhecido como Tratado do Mar de Timor, é um tratado internacional entre a Austrália e Timor-Leste assinado em Díli, em 20 de maio de 2002, no dia que Timor-Leste alcançou a sua independência após o término do período de governo das Nações Unidas. Diz respeito à exploração conjunto de petróleo do Mar de Timor feita pelos dois países. Os signatários do tratado foram o primeiro-ministro australiano John Howard e o primeiro-ministro timorense Mari Alkatiri.
O tratado entrou em vigor em 2 de abril de 2003 na sequência de uma troca de notas diplomáticas e está datado de 20 de maio de 2002. O tratado prevê um período de vigor de 30 anos a partir do dia 2 de abril de 2003, ou, caso aconteça antes, até quando uma fronteira no leito oceânico possa estar definida. Todavia, pela assinatura do Tratado sobre Certos Ajustes Marítimos no Mar de Timor (CMATS) em 2007, o período de validade do tratado do Mar de Timor foi estendido até 2057, quando a validade do CMATS terminar também.
O Tratado do Mar de Timor regulamente a partilha do processo de extração de petróleo no fundo oceânico numa área preestabelecida, denominada Área Conjunta de Desenvolvimento Petrolífero (Joint Petroleum Development Area) e não regulamenta a soberania nem a fronteira marítima entre os dois estados. O tratado expressamente indica que o direito de qualquer dos dois estados a reclamar a parte sobreposta do leito oceânico é mantido.[carece de fontes?]
Em 2015 tem havido divergências entre Austrália e Timor-Leste quanto aos limites das áreas a explorar.

## Efeitos do tratado
Este tratado substitui o Tratado do Timor Gap que tinha sido assinado entre a Austrália e a Indonésia em 11 de dezembro de 1989, já não válido porque, com o final da ocupação indonésia, o território de Timor-Leste deixou de ser uma província da Indonésia. Basicamente substitui a Indonésia por Timor-Leste com apenas algumas diferenças menores.[carece de fontes?]
A principal diferença entre o Tratado do Timor Gap e o Tratado do Mar de Timor é que este último cria uma Área Conjunta de Desenvolvimento Petrolífero, com Timor-Leste a garantir 90% e a Austrália 10% do rendimento vindo da região. O anterior tratado tinha definido três zonas, com o rendimento da zona de cooperação a ser dividido igualmente entre os dois estados.